# Одзава, Дзисабуро
Дзисабуро Одзава (яп. 小沢治三郎 Одзава Дзисабуро:, 2 октября 1886 — 9 ноября 1966) — адмирал японского императорского флота во время Второй мировой войны. Он был последним командиром Объединённого флота. Многие военные историки считают его самым способным японским главнокомандующим.

## Биография

### Карьера до Второй мировой войны
Одзава родился в сельской провинции Кою, префектуры Миядзаки, на острове Кюсю. Он был очень высокого роста - около 2 метров, что значительно больше роста среднего японского мужчины.
Одзава закончил 37-й класс Императорской военно-морской академии 19 ноября 1909 года, став 45-м из 179 кадетов. Начал свою службу мичманом на крейсерах «Соя», «Касуга» и линкоре «Микаса». 15 декабря 1910 года стал младшим лейтенантом. 1 декабря 1912 года произведён в лейтенанты, а 13 декабря 1915 года в капитан-лейтенанты.
В ранге младшего лейтенанта служил на эсминце «Арарэ», линкоре «Хиэй» и крейсере «Титосэ», а в ранге лейтенанта — на линкоре «Кавати» и эсминце «Хиноки». Он специализировался на торпедных атаках, и после окончания военно-морского колледжа в 1919 году и повышения в звании до капитана 3-го ранга 1 декабря 1921 ода, ему был передан под командование эсминец «Такэ», затем Одзава присоединился к штабу Охранного округа Мако на островах Пэнху. Затем он служил на эсминцах «Симакадзэ» и «Асакадзэ». В 1925 году он служил старшим торпедным офицером на линкоре «Конго», затем вошёл в состав штаба 1-го флота. 1 декабря 1926 года получил звание капитана 2-го ранга. Он присоединился к военно-морскому округу Йокосука в 1927 году, затем служил инструктором в Торпедно-морской школе службы и Военно-артиллерийском училище. Позже он служил на броненосном крейсере «Касуга» в 1928–1929 годах, который был переоборудован в учебный корабль. В 1930 году он посетил США и Европу и 1 декабря 1930 года получил звание капитана.
Он командовал 1-й, 4-й и 11-й группами эсминцев. С 1932 по 1934 год служил инструктором в Военно-морском училище и в Армейском военном училище. 15 ноября 1934 года он был назначен командиром крейсера «Мая», а через год — линкора «Харуна».
1 декабря 1936 года он был повышен в звании до контр-адмирала. В 1936 году преподавал в Военно-морском училище, затем занимал различные штабные должности, в том числе начальника штаба Объединённого флота в 1937 году. В конце 1937 года он принял командование 8-й крейсерской дивизией (крейсеры «Нагара», «Сэндай» и «Дзинцу»), затем, в конце 1939 года, 1-й дивизией авианосцев (авианосцы «Акаги» и «Кага»). Он был одним из главных разработчиков тактики японской морской авиации.
Одзава был первым высокопоставленным офицером, который рекомендовал объединить авианосные силы в Воздушный флот, чтобы они могли вместе тренироваться и сражаться. В конечном итоге это привело к созданию 1-го воздушного флота, также известного как Кидо Бутай, объединённой авианосной боевой группы, включающей большинство авианосцев Японии. 10 апреля 1941 года вице-адмирал Тюити Нагумо был назначен главнокомандующим 1-го воздушного флота. Многие современники и историки сомневались в его пригодности для этого командования, учитывая его незнание морской авиации. Адмирал Нисидзо Цукахара сказал, что: «Он (Нагумо) по своему происхождению, подготовке, опыту и интересу был совершенно непригоден для выполнения важной роли в военно-морской авиации Японии». Нагумо был назначен Генеральным штабом ВМФ, а не Объединённым флотом. Одзава был выбран адмиралом Исороку Ямамото на должность командующего 1-м воздушным флотом, но у Ямамото не было достаточно веских аргументов для смещения Нагумо.
1 ноября 1940 года Одзава принял командование 3-й дивизией линкоров («Конго», «Харуна», «Хиэй» и «Кирисима»). 15 ноября 1940 года он был повышен до вице-адмирала. 6 сентября 1941 года стал директором Императорской военно-морской академии.

### Вторая мировая война

#### 1-й Южный экспедиционный флот

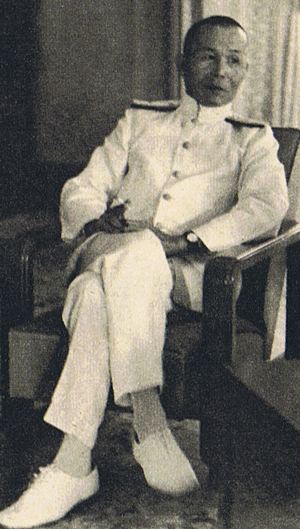
Одзава, главнокомандующий Южного экспедиционного флота, 16 ноября 1941 года в Сайгоне.

18 октября 1941 года Одзаве было поручено командовать военно-морскими операциями в Южно-Китайском море в качестве командира Южного экспедиционного флота. После нападения на Пёрл-Харбор он курировал военно-морские операции, связанные с вторжением в Малайю и Таиланд. Одзава спланировал и успешно завершил одновременные десантные операции в Кота-Бару и Сонгкхле 8 декабря, не будучи перехваченным британским Восточным флотом. 9 декабря Одзава узнал о местонахождении Force Z через японские подводные лодки. Флот крейсеров и эсминцев Одзавы отправился на перехват Force Z, надеясь вступить с ним в ночной бой, которого так и не произошло. Утром 10 декабря, когда Force Z пытался перехватить флот Одзавы, он был атакован наземной авиацией ВМС Японии, в результате были затоплены линейный крейсер «Рипалс» и линкор «Принц Уэльский». Потеря двух крупных крупных кораблей серьёзно ослабила британский Восточный флот, что во многом способствовало поражению Великобритании в Малайе и падению Сингапура. С января по март 1942 года флот Одзавы поддерживал десанты на Яву и Суматру, основные острова голландской Ост-Индии. 1 марта 1942 года Южный экспедиционный флот был переименован в 1-й Южный экспедиционный флот.
В апреле 1942 года вице-адмирал Нагумо из Объединённого флота начал рейд на Цейлон (Шри-Ланка) против британского Восточного флота под кодовым названием Операция C. В то же время вице-адмирал Одзава, командующий Малайскими силами, начал отдельную операцию против торговых судов союзников в Бенгальском заливе. В этой операции Одзава командовал флотом из четырёх тяжёлых крейсеров класса «Могами» 7-й крейсерской дивизии под командованием вице-адмирала Такэо Куриты, его флагманом был тяжёлый крейсер «Тёкай», авианосец «Рюдзё», лёгкий крейсер и четыре эсминца.
За 3 дня отряду Одзавы удалось потопить 23 торговых судна (20 за один день), общим водоизмещением 130,000 тонн. Кроме того, в апреле японские подводные лодки потопили у западного побережья Индии кораблей, общим водоизмещением 32 000 тонн. Самолеты «Рюдзё» также бомбили порты Какинада и Вишакхапатнам, причинив сравнительно небольшой ущерб. Тоннаж и количество кораблей, потопленных отрядом Одзавы, сопоставимы с трёхмесячной операцией «Берлин», проведённой двумя линкорами Кригсмарине с января по март 1941 года. В обоих рейдах против торговых судов союзники не ходили в составе конвоев, сопровождаемых крупными судами.

#### Командование 3-м флотом (ноябрь 1942 г. — март 1944 г.)
Четыре месяца спустя, 11 ноября 1942 года, вице-адмирал Одзава был назначен командующим 3-м флотом, заменив вице-адмирала Нагумо, который был переведён на береговое командование в Сасэбо после того, как его войска потерпели поражение в битве за Мидуэй.
3-й флот был создан как авианосное оперативное соединение, в июле 1942 года в его состав входили:
- Большие, быстрые авианосцы «Сёкаку» и «Дзуйкаку», которые составляли 1-ю авианосную дивизию. Оба принимали участие в атаке на Пёрл-Харбор, но ни один из них не присутствовал в битве за Мидуэй.
- Легкий авианосец «Дзуйхо», присутствовавший в битве за Мидуэй, но не принимавший участия в сражении 4 июня 1942 года, закончившемся для японцев катастрофой[23].
- Два авианосца класса «Дзюнъё», переоборудованные из океанских лайнеров. Авианосцы класса «Дзюнъё» присоединились к флоту в середине 1942 года[24].
- Лёгкий авианосец «Рюхо». «Рюхо» вместе с двумя авианосцами класса «Дзюнъё» составляли 2-ю дивизию авианосцев[25].

Приоритетом для Императорского флота Японии было строительство новых авианосцев и обучение новых пилотов, эта задача была обязанностью адмирала Минэити Коги, тогдашнего главнокомандующего военно-морским округом Йокосука. ИФЯ отчаянно нуждался в замене тяжёлых потерь, понесённых их авианосными силами в Мидуэе и битве у островов Санта-Крус. Таким образом, 3-й флот был законсервирован и не был полностью задействован во время морского сражения за Гуадалканал. Тем временем авианосец «Энтерпрайз», который был повреждён у островов Санта-Крус, был быстро отремонтирован и отправлен в бой. У Гуадалканала «Энтерпрайз» смог внести свой вклад в уничтожение быстрого линкора «Хиэй» и тяжёлого крейсера «Кинугаса» в ноябре 1942 года.
3-й флот принял участие в прикрытии в целом успешной эвакуации японских войск с Гуадалканала 26 января 1943 года.
В апреле 1943 года по приказу адмирала Ямамото, главнокомандующего Объединённым флотом, многие самолёты 3-го флота были на время переброшены на берег для участия в операции I-Go. Начатая с Рабаула, Бугенвиля и Шортлендских островов, I-Go была воздушным контрнаступлением, состоящим из бомбардировок Гуадалканала, Порт-Морсби, залива Оро и залива Милн в Новой Гвинее. Результаты I-Go были неубедительными, но потери, понесённые японской авианосной авиацией (включая 3-й флот) против американской истребительной авиации, были серьёзными. Из 350 самолётов, принявших участие в I-Go, 55 были уничтожены.
С сентября по октябрь 1943 года 3-й флот безуспешно пытался перехватить американские авианосные силы, которые совершали воздушные налеты на Тараву, Макин, остров Уэйк и Маршалловы острова. После массированных американских воздушных атак на Рабаул в ноябре 1943 года и на Трук в феврале 1944 года 3-й флот отступил на более безопасную якорную стоянку у островов Лингга в водах Суматры, недалеко от Сингапура. В этот период лёгкие авианосцы класса «Титосэ», переоборудованные из двух гидроавианосцев, присоединились к 3-му флоту. «Тиёда» присоединился в конце 1943 года, а «Титосэ» — в начале 1944 года. Два авианосца класса «Титосэ» вместе с «Дзуйхо» сформировали 3-ю дивизию авианосцев.
В начале 1944 года произошла реорганизация военно-морских сил Японии. Объединенный флот был заменен в качестве оперативной единицы 1-м мобильным флотом, командование которым 1 марта 1944 года было поручено вице-адмиралу Одзаве. Новый большой авианосец «Тайхо» был введён в строй и присоединился к 1-й дивизии авианосцев 5 апреля. 15 апреля «Тайхо» стал флагманским кораблем вице-адмирала Одзавы.

#### Командование 1-м мобильным флотом и битва в Филиппинском море
В июне 1944 года американское авианосное соединение начало бомбардировки Марианских островов. В это время Одзава командовал 1-м мобильным и 3-м флотом, который находился на якорной стоянке Тави-Тави в море Сулу. Адмирал Тоёда приказал Одзаве атаковать вражеский флот.
Одзава командовал самым крупным соединением в истории Японии, под его командованием было 73 корабля, в том числе 9 авианосцев. И тем не менее американский флот превосходил его по численности почти вдвое. На стороне американцев было техническое превосходство авиации и более высокий уровень подготовки лётного состава. Одзава рассчитывал на поддержку базовой авиации вице-адмирала Какуты (более 1000 самолётов), и до самого конца сражения не знал, что авиация Какуты уже уничтожена американцами. В результате Одзава потерял около 400 самолётов и несколько авианосцев. В сражении была уничтожена практически вся японская морская авиация.
После сражения Одзава вернулся на Окинаву и подал в отставку, которая не была принята.
17 октября 1944 года американцы высадились на острове Лейте. Авианосное соединение Одзавы уже не имело самолётов, и было решено использовать его в качестве приманки для американского флота.

Адмирал Одзава хорошо понимал свою задачу — отвлечь ОС 38 адмирала Хэлси подальше от Куриты. Его Мобильное Соединение, Главные силы (Северное Соединение) имело 1 тяжелый и 3 легких авианосца, 2 линкора-авианосца, 3 легких крейсера и 8 эсминцев. Более важно то, что 2 дивизии авианосцев, вместе взятые, имели всего 108 самолетов, а на гибридных линкорах-авианосцах «Исэ» и «Хьюга» самолетов не было вообще. Одзава должен был принести себя в жертву, став приманкой, и он знал это.

25 октября несколько сотен американских самолётов атаковали соединение Одзавы. Были уничтожены 4 авианосца, лёгкий крейсер и 3 эсминца, только 9 кораблей сумели добраться до японских портов, в их числе крейсер «Оёдо», куда Одзава перешёл после гибели флагмана «Дзуйкаку»).

### После войны
По словам американских офицеров, которые брали у него интервью после войны, Одзава произвёл благоприятное впечатление. Хотя к тому времени он был уже пожилым и немощным, он был собранным, обладал острым умом и был хорошо информирован. Именно из послевоенных допросов Одзавы историки узнали о важных изменениях в плане Сё-Го, которые произошли накануне битвы за залив Лейте. Он также имел репутацию человека мужественного и сострадательного по отношению к своим людям.
Одзава избежал преследования со стороны властей SCAP и служил советником Японского оборонного агентства. Он умер в 1966 году в возрасте 80 лет.